# パンジャーブ料理
パンジャーブ料理（パンジャーブりょうり）は、インド北西部からパキスタン北東部にまたがるパンジャーブ地方で生まれた料理である。菜食料理と非菜食料理の両方がある。

## 料理の背景と概要
まず、パンジャーブ料理の顕著な特徴の1つに、多種多様な料理が挙げられる。家庭での料理やレストランでのパンジャーブ料理は、非常にはっきりとしている。レストランでは大量のギー（バターを煮詰めたもの）をクリームと共に惜しみなく使い、家庭料理では、主に小麦、米、その他の食材を、さまざまなスパイスを基にしたマサラで味付けに使っている。
しかし、本場のパンジャーブ地方では、違った様相を見せてくる。ラホールやアムリツァール地域の人々はパラーターに色々な食物を入れた料理を好む。この地域は乳製品の質の高さで有名である。サルソン・ダ・サーグやマッキ・デ・ロティと言った料理が、パンジャーブ料理の特に有名な物である。パンジャーブ料理の主なマサラは、タマネギ・ニンニク・ショウガで作られている。タンドールを使った料理は、パンジャーブの中でも非菜食料理として特別に目立つ物となっている。実際に、インドとパキスタンの分断（1947年8月15日）以前には、インドでのタンドール料理は伝統的に、（パキスタンと分断されていない）かつてのパンジャーブ地方で作られていたのである。
インド料理の中でも、パンジャーブ料理の食べ物は非インド系の人々に最もよく知られている。タンドール料理やナン、パコラ、パニールサラダなどは、パンジャーブ料理が発祥である。

## 典型的な料理

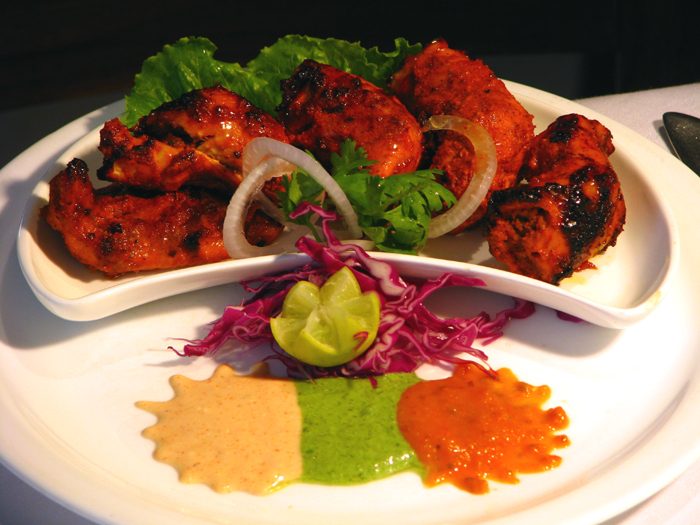
パンジャーブ料理で人気のある料理、チキンティッカ

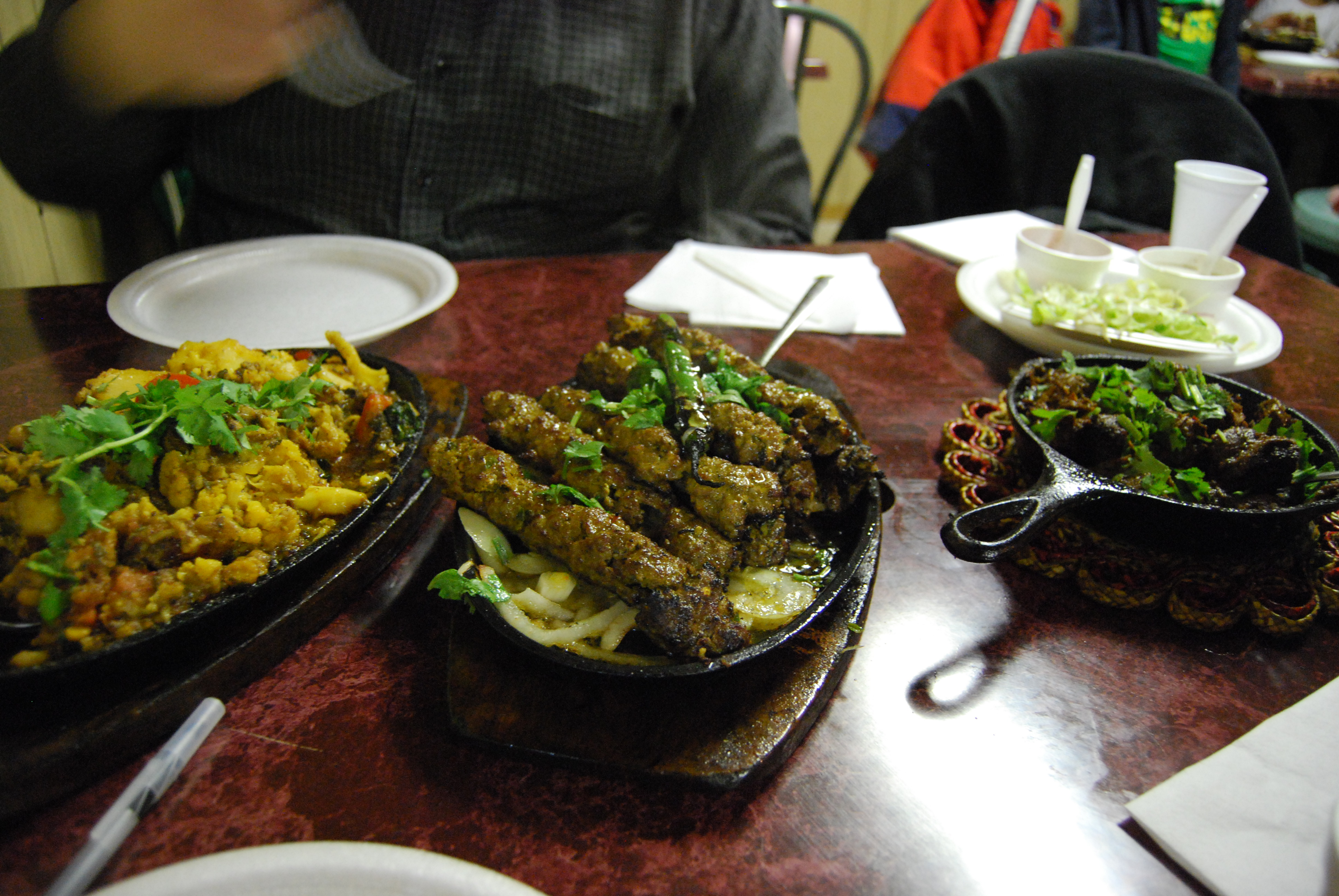
多彩なパンジャーブ料理の数々;左から順に: アルゴビ, シーク・ケバブ, ビーフカラヒ

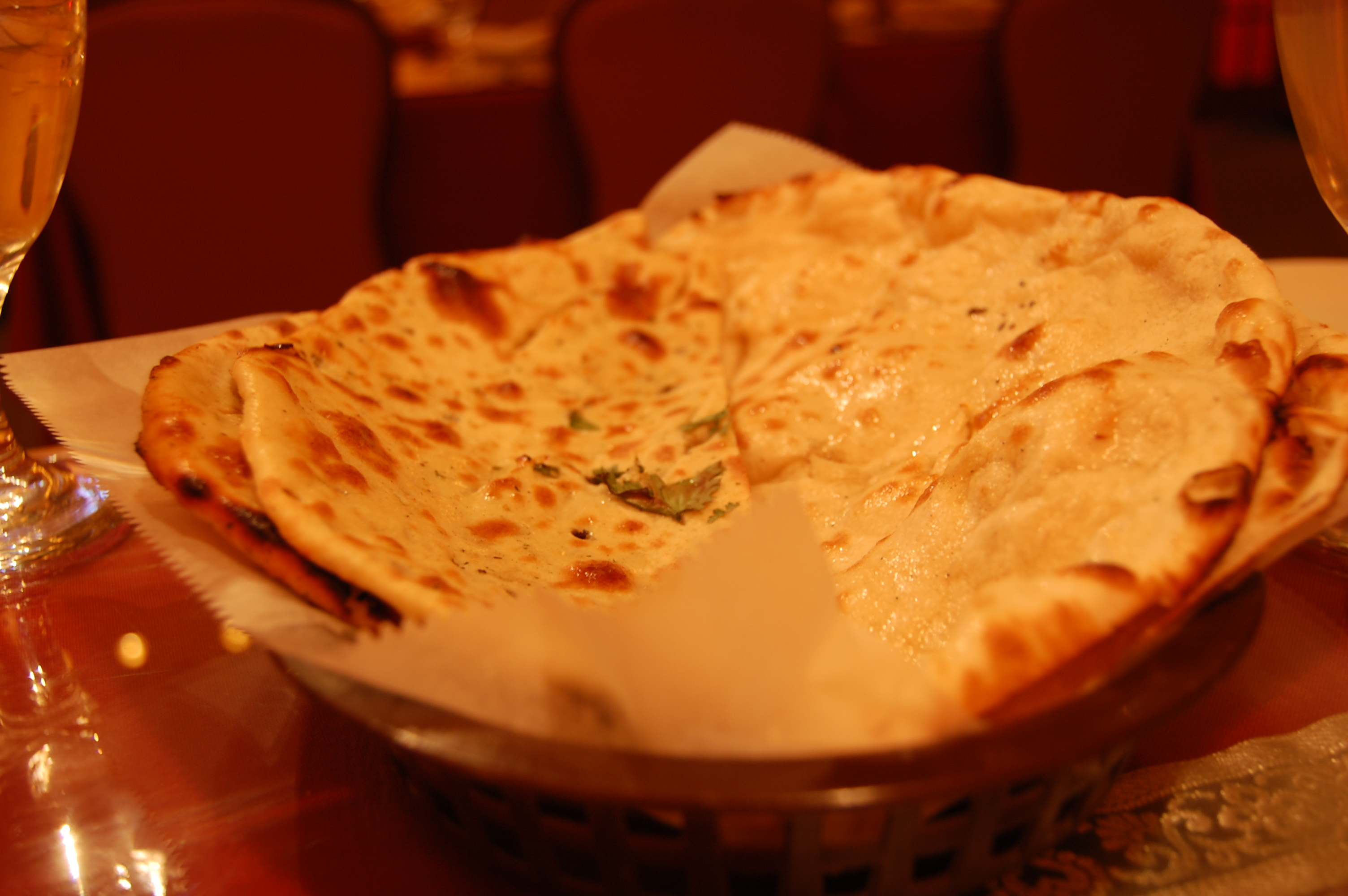
パンジャーブ州のミントパラーター

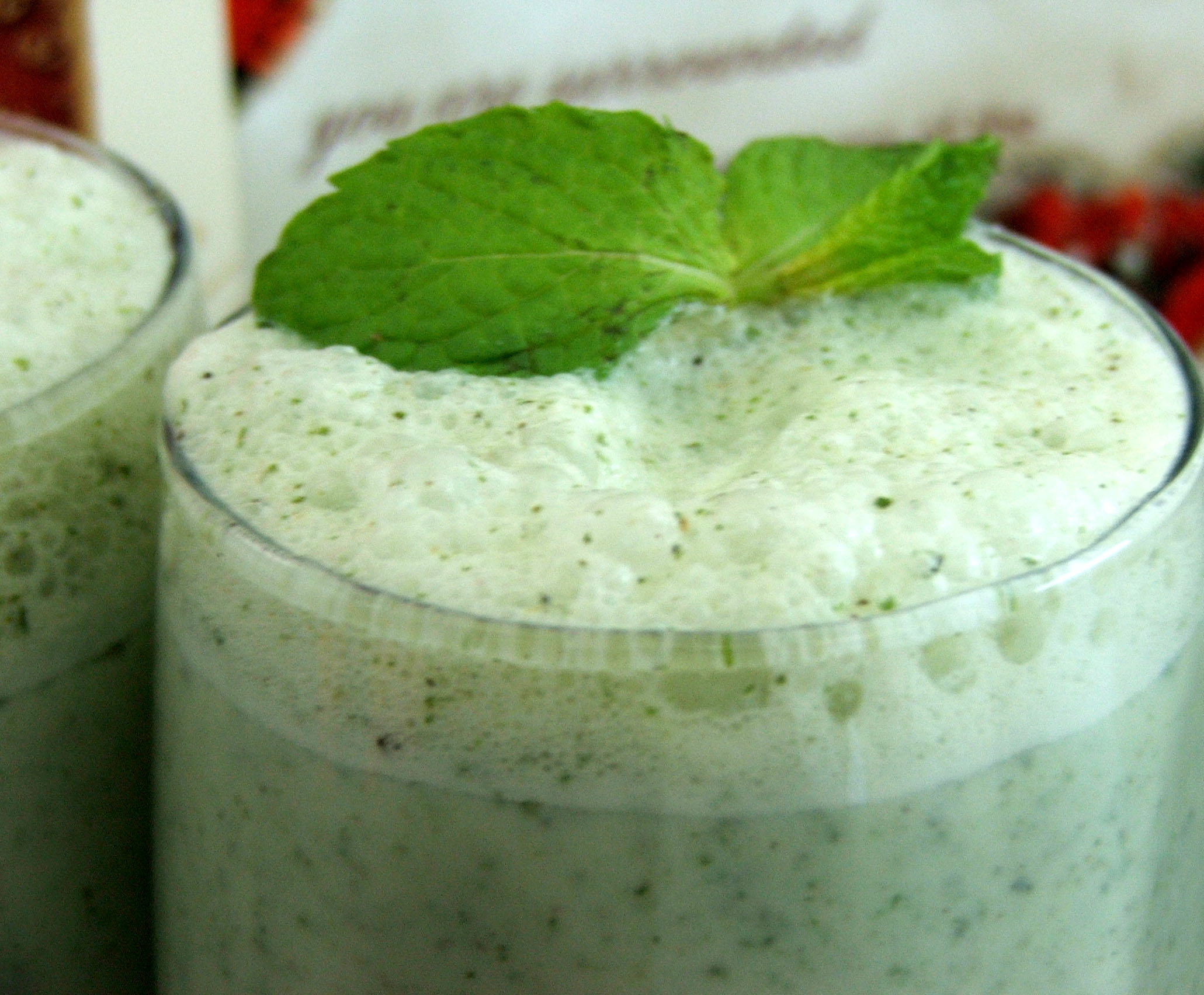
パンジャーブ州のミントソルトラッシー

### 朝食
- パラーター
- ハルワプーリー
- ファルーダ
- ラッシー

### 非菜食料理
- 鶏肉 - タンドリーチキン、バターチキン、チキンティッカ
- 羊肉 - ローガンジョシュ、ブーナゴーシュト、カディゴーシュト、ラーンゴーシュト、ダールゴーシュト、サーグゴーシュト、ニハリゴーシュト、ララゴーシュト、パイェ・カ・サラン
- 淡水魚 - アムリトサルフィッシュ、ターンドルフィッシュ、フィッシュティッカ、フィッシュパコラ
- ケバブ - 羊肉、鶏肉、牛肉がある。
- ビリヤニ - これも羊肉、鶏肉、牛肉の種類がある。
- キーマカレー - 羊肉か牛肉のミンチを蒸し煮してナンと一緒に出される事が定番である。
- クンナゴーシュト - 山羊の足のカレー
- パイェ - シリパイェ

### 菜食料理
- 豆やレンズマメを使った料理
  - サルソン・ダ・サーグ（緑のカラシナの葉を使った料理）。マッキ・デ・ローチ（トウモロコシ粉で作ったパン）と共に出される。
  - 食用キノコと豆のサブジ
  - ダール・マカーニ （バターとクリームを入れて煮込んだダール）
  - ラージマ （金時豆）
  - ロンギ（日本のササゲ）
  - ヒヨコマメ （ナンかクルチャといったパンと一緒に食べる）
  - アル（ジャガイモ）（プーリーと一緒に食べる）
- カディ・パコラ（伝統的なパコラカレー）とライス
  - カディはガラムマサラとカードおよびバターミルクのカレーである。塩とチリパウダーを混ぜたガラムマサラで作ったフライドパコラが大抵加わる。
- パニール: シャヒパニール, ホヤパニール
- デザート: キール、ジャレビ、マラプア、シール・コルマ
- スナック菓子: プディン・キ・チャツネ（パコラを緑のチャツネに浸して食べる）、 サモサ

## パンの種類
パンジャーブ料理のパンは、味の付いていないふっくらとしたパンである。パンは粉によって違った種類の物があり、作り方も多種多様である:
1. タンドールで焼いた物としてはナン,タンドールロティ、クルチャ、ラッチャパラーターがある。
2. タワー（インド風フライパン）の上に載せて乾燥させて焼いた物としてはチャパティ,ジョワル・キ・ロティ、バーヤレ・デ・ロティ、マッキ・デ・ロティ（これらのパンはバターやジャムを塗って食べる事が多い）がある。
3. 生地を薄く延ばして焼いた物にはパラーター、キーマパラーター、ポテトパラーター、ラディッシュパラーターがある。
4. 生地を揚げて膨らませたプーリー、バトゥーラー（発酵させた生地を使う）がある。

このうち、ナンは特に有名であり、インド料理のレストランに行くと一番出されるパンである。